# Joan Roget
Joan Roget sau Juan Roget a fost un fabricant de ochelari din Girona, Catalonia, care a trăit în jurul anului 1600 (a murit între 1617 și 1624).
Este cunoscut pentru faptul că i se atribuie, după unele surse, invetarea telescopului.